# 西音寺 (高島市)
西音寺（さいおんじ）は、滋賀県高島市にある天台真盛宗の寺院。

## 概要
山号は金澤山（かなざわざん）。本尊は阿弥陀如来である。
また、本堂隣にある護摩堂の仏像は、秘仏の薬師如来が高島四国四十四番、千手観世音菩薩が高島西国二十七番と、共に札所となっている。最近では、一般の人々を対象にした、仏教の教え、坐禅や写経などを通して、お坊さんと気さくにお寺の文化を学べる体験が人気で、県外から多くの人が訪れている。

## 歴史
創建は不明。最も古い記録としては、戦国時代の永禄三年(1560年)9月8日に正永和上が、涅槃像を当寺院に設置したことから、中興開基として、始まったことが記録されている。